# Staurotypus triporcatus
Staurotypus triporcatus är en sköldpaddsart som beskrevs av Arend Friedrich August Wiegmann 1828. Staurotypus triporcatus ingår i släktet jättemysksköldpaddor och familjen slamsköldpaddor. IUCN kategoriserar arten globalt som nära hotad. Inga underarter finns listade i Catalogue of Life.

## Utbredning
Staurotypus triporcatus lever i delstaterna Veracruz, Tabasco, Chiapas, Yucatan och Campeche i södra Mexiko, samt i Guatemala, Honduras och Belize.

## Habitat
Arten föredrar att leva i långsamma vattendrag såsom sjöar, luftiga kärr och laguner i större floder.